# Maria Waser
Pour l’article homonyme, voir Waser.
Œuvres principales
Die Geschichte der Anna Waser
Land unter Sternen
Maria Waser, née le 15 octobre 1878 à Herzogenbuchsee et morte le 19 janvier 1939 à Zollikon, est un écrivain suisse d'expression allemande. Elle est notamment l'auteur des romans Die Geschichte der Anna Waser et Land unter Sternen.

## Biographie

### Origines et famille
Maria Waser naît Maria Krebs le 15 octobre 1878 à Herzogenbuchsee, dans le canton de Berne. Elle est originaire de Wattenwil, dans le même canton. Son père, Walther Krebs, est médecin ; sa mère, née Marie Schüpbach, est institutrice.
Elle épouse en 1905 Otto Waser, professeur extraordinaire d'archéologie à l'Université de Zurich. Le peintre Heini Waser est l'un de leurs fils.

### Enfance et études
Maria Waser grandit à Herzogenbuchsee.
Elle fait ses études secondaires supérieures au gymnase municipal de Berne, où elle est au départ la seule jeune fille. Elle fait ensuite des études d'histoire et de littérature aux universités de Lausanne et de Berne de 1897 à 1901, suivies par un doctorat ès lettres. Sa thèse porte sur la politique de Berne, Soleure et  Bâle de 1466 à 1648.

### Parcours professionnel et écriture
Maria Waser est encouragée à écrire par le philologue Georg Finsler (de) et l'écrivain Joseph Victor Widmann (de) alors qu'elle est encore gymnasienne.
Collaboratrice d'Otto Waser à la revue culturelle Die Schweiz à Zurich de 1904 à 1919, elle remporte un succès littéraire avec son premier roman, Die Geschichte der Anna Waser, paru en 1913 et racontant la vie de l'aïeule de son mari Anna Waser,.
Les nouvelles, autres romans (notamment Land unter Sternen, 1930, hommage à son lieu de naissance), et biographies d'artistes (dont Wege zu Hodler, 1927), ainsi que des conférences (notamment Lebendiges Schweizertum en 1924, au sujet de l'avenir de la Suisse face au fascisme et Die Sendung der Frau, à Berne, en 1928, au sujet de la place des femmes dans la société), renforcent sa réputation d'écrivain. Begegnung am Abend, paru en 1933, est le fruit de son amitié avec le neurologue et psychiatre Constantin von Monakov.

### Mort et sépulture
Maria Waser meurt le 19 janvier 1939 à Zollikon, dans le canton de Zurich, à l'âge de 60 ans.
Elle est enterrée au cimetière de Zollikon.

## Distinction
- 1938 : prix de littérature de la Ville de Zurich (première femme récipiendiaire[7])

## Archives
Ses archives sont conservées aux Archives littéraires suisses.

## Œuvres

### Romans
- (de) Die Geschichte der Anna Waser : Ein Roman aus der Wende des 17. Jahrhunderts, Stuttgart et Berlin, Deutsche Verlags-Anstalt, 1913, 550 p.
- (de) Wende : Der Roman eines Herbstes, Stuttgard, Berlin et Leipzig, Deutsche Verlags-Anstalt, 1929, 296 p.« Histoire d'une rencontre amoureuse, de la crise qu’elle provoque et du dépassement de celle-ci par le renoncement »[7]
- (de) Wir Narren von gestern : Bekenntnisse eines Einsamen, Stuttgart et Berlin, Deutsche Verlags-Anstalt, 1922, 512 p.Histoire d’une famille éprouvée par le destin
- (de) Land unter Sternen : Der Roman eines Dorfes, Stuttgart et Berlin, Deutsche Verlags-Anstalt, 1930, 300 p.
- (de) Sinnbild des Lebens : Erinnerungen, Stuttgart et Berlin, Deutsche Verlags-Anstalt, 1936, 408 p.Roman autobiographique

### Nouvelles
- (de) Scala Santa, Zurich, Rascher & Cie (de), 1918, 129 p.
- (de) Von der Liebe und vom Tod : Novellen aus drei Jahrhunderten, Stuttgart et Berlin, Deutsche Verlags-Anstalt, 1920, 240 p.
- (de) Das Gespenst im Antistitium [und andere] Novellen, Leipzig, Reclam, 1923, 80 p.[8]

### Biographie
- (de) Wege zu Hodler, Zurich et Leipzig, Rascher & Cie (de), 1927, 96 p.

### Autre
- (de) Begegnung am Abend : Ein Vermächtnis [Zur Erinnerung an Prof.] Constantin von Monakow, Stuttgart, Berlin, Deutsche Verlags-Anstalt, 1933, 417 p.